# Protaphis amurensis
Protaphis amurensis är en insektsart som först beskrevs av Pashtshenko 1992.  Protaphis amurensis ingår i släktet Protaphis och familjen långrörsbladlöss. Inga underarter finns listade i Catalogue of Life.